# Стэнлес
«Стэнлес» — белорусский футбольный клуб из Пинска, основанный в 2017 году. Выступает во Второй лиге Беларуси.

## История
Команда появилась в 2017 году, когда руководство «СДЮШОР-3» решила заявить команду для участия во Второй лиге. Команда стала проводить домашние матчи на базе пинской академии футбола, которая была открыта в 2014 году. Выступая исключительно молодыми игроками СДЮШОР-3 одержали три победы, и заняли последнее 14-е место в таблице.
В феврале 2018 года стало известно, что «СДЮШОР-3» не заявится для участия в чемпионате Второй лиги.
В феврале 2019 года стало известно, что во Вторую лигу собирается заявиться объединённая команда «СДЮШОР-3» и любительской «Савушкин». Кроме молодых воспитанников ДЮСШ, состав команды также пополнили ряд опытных игроков. Команда сумела закрепиться в верхней части турнирной таблицы и заняла итоговое 6-е место.
В начале 2020 года команда сменила название на «Стэнлес». Сохранив основных игроков, Стэнлес долго боролся за высокие места, в результате выйдя из своей группы в финальный этап, и заняв там 6-е место.
В начале 2021 года, несмотря на возможность участия в Первой лиге, команда осталась во Второй лиге.

## Прежние названия
- «СДЮШОР-3» — 2017
- «ДЮСШ-3-Стэнлес» — 2019
- «Стэнлес» — 2020 — н. в.

## Статистика выступлений
| Сезон | Первенство  | Первенство                | Первенство                | Первенство | Первенство | Первенство | Первенство | Первенство | Первенство | Первенство | Первенство      | Кубок Беларуси |
| Сезон | Лига        | Лига                      | Лига                      | Место      | И          | В          | Н          | П          | РМ         | О          | Примечания      | Кубок Беларуси |
| ----- | ----------- | ------------------------- | ------------------------- | ---------- | ---------- | ---------- | ---------- | ---------- | ---------- | ---------- | --------------- | -------------- |
| 2017  | Вторая лига | Вторая лига               | Вторая лига               | 14 из 14   | 26         | 3          | 0          | 23         | 21 — 101   | 9          |                 | 1/32 финала    |
| 2019  | Вторая лига | Вторая лига               | Вторая лига               | 6 из 15    | 28         | 14         | 4          | 10         | 51 — 47    | 46         |                 | 1/64 финала    |
| 2020  | Вторая лига | Группа А                  | Группа А                  | 6 из 22    | 20         | 13         | 4          | 3          | 61 — 24    | 43         | 3-е место из 11 | 1/32 финала    |
| 2020  | Вторая лига | Финальный этап            | Финальный этап            | 6 из 22    | 10         | 1          | 3          | 6          | 9 — 18     | 6          | 6-е место из 6  | 1/32 финала    |
| 2021  | Вторая лига | Брестская область         | Восток                    | 6 из 77    | 14         | 12         | 2          | 0          | 78 — 7     | 38         | 1-е место из 8  | 1/16 финала    |
| 2021  | Вторая лига | Брестская область         | Второй этап               | 6 из 77    | 6          | 2          | 3          | 1          | 8 — 7      | 9          | 2-е место из 4  | 1/16 финала    |
| 2021  | Вторая лига | Финальный этап (плей-офф) | Финальный этап (плей-офф) | 6 из 77    | 5          | 1          | 1          | 3          | 11 — 10    |            | 6-е место из 16 | 1/16 финала    |
| 2022  | Вторая лига | Брестская область         | Восток                    | 6 из 77    | 12         | 12         | 0          | 0          | 93 — 10    | 36         | 1-е место из 7  | 1/16 финала    |
| 2022  | Вторая лига | Финальный этап (плей-офф) | Финальный этап (плей-офф) | 6 из 77    | 5          | 1          | 3          | 3          | 20 — 10    |            | 6-е место из 16 | 1/16 финала    |